# Stiftsgrundhof
Stiftsgrundhof ist ein zur Großen Kreisstadt Backnang gehörender Weiler, welcher aus den Wohnplätzen Unterer, Mittlerer und Oberer Stiftsgrundhof besteht.

## Geographie
Die Wohnplätze ⊙ Oberer Stiftsgrundhof, ⊙ Mittlerer Stiftsgrundhof und ⊙ Unterer Stiftsgrundhof liegen von Süd nach Nord an einer niederrangigen Straße aufgereiht im Abstand von jeweils zweihundert Metern auf einer leicht welligen Hochfläche. Sie sind etwa vier Kilometer in Luftlinie südsüdwestlich von der Ortsmitte Backnangs entfernt und liegen dicht am Südrand des Stadtgebietes. Wenig östlich der Höfe zieht der Oberlauf des Maubachs vorbei und verlaufen die Murrbahn und die autobahnähnlich ausgebaute Bundesstraße 14.
Die Stiftsgrundhöfe liegen, jeweils von einem Weichbild auch Hauswiesen oder Obstgärten umringt, zwischen Wiesen und Feldern im Unterraum Innere Backnanger Bucht des Naturraums Neckarbecken. Im Südosten jenseits der Verkehrswege und nur 400 Meter vom Oberen Stiftsgrundhof entfernt beginnt der Eichwald, ein flacher Waldausläufer der Berglen, die zum Naturraum Schurwald und Welzheimer Wald gehören.
Die Stiftsgrundhöfe haben einen eigenen Friedhof, der beim Oberen Stiftsgrundhof an der Bahnlinie liegt.
Umliegende Ortschaften sind Maubach im Nordnordosten, Waldrems im Nordosten, Horbach im Osten, Nellmersbach nahe im Südwesten und Erbstetten im Nordwesten.

## Geschichte

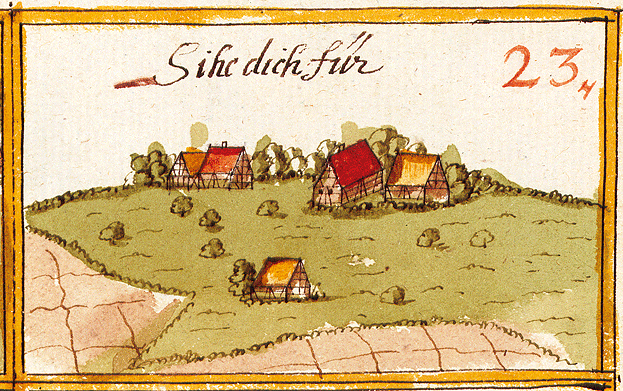
Stiftsgrundhöfe am Ende des 17. Jahrhunderts (Ansicht von Andreas Kieser)

Die Stiftsgrundhöfe sind sehr alte Siedlungen. Erstmals erwähnt wurden die Höfe unter dem Namen Stiftsweiler (Stifteswilre) in einer Urkunde Kaiser Heinrichs IV. aus dem Jahre 1071. Für eine Identifizierung von Stiftsweiler mit den heutigen Stiftsgrundhöfen spricht die Tatsache, dass Stiftsweiler gemeinsam mit Nellmersbach (Nitmaresbach) erwähnt wird. Nach einem Lagerbuch des Stifts Backnang aus den Jahren 1568 und 1569 gab es zu jener Zeit nur zwei Stiftsgrundhöfe (die zwen Hove im Stifftsgrunndt), der obere und der untere. Diese sollen von Alters her dem Stift gehört haben. Im Forstlagerbuch von Andreas Kieser (Ende des 17. Jahrhunderts) erscheinen die zwei Stiftsgrundhöfe unter dem Namen Sihe dich für (Siedichvor). Hintergrund für die Bezeichnung ist, dass ortsfremde Burschen hier oft Prügel bezogen haben sollen. Der Name hat sich als Ortsneckname bis heute erhalten und wird auch für das benachbarte Leutenbach gebraucht. Kirchlich gehörten die Stiftsgrundhöfe zu Erbstetten, jedoch waren sie administrativ immer Backnang unterstellt. Allerdings bildeten die Höfe eine Exklave Backnangs. Erst die Eingemeindung von Maubach und Waldrems beendete die Insellage der Stiftsgrundhöfe.

### Einwohnerentwicklung
- 1810: 58 Einwohner[6]
- 1828: 55[7]
- 1871: 101[8]

## Politik
Die Stiftsgrundhöfe hatten keinen Schultheiß, sondern einen Anwalt genannten Ortsvorsteher.
- 1810: Michael Eckert[6]